# Брокоф, Фердинанд
Фердинанд Максимилиан Брокоф (Брокофф, Броков, Проков; чеш. Ferdinand Maxmilián Brokoff, 12 сентября 1688, Червены Градек (ныне в районе Хомутов Устецкого края Чешской Республики) — 8 марта 1731, Прага, Богемия, Австрийская империя) — чешский скульптор эпохи барокко.

## Биография
Младший сын скульптора Яна Брокофа (1652—1718), одного из лучших творцов эпохи барокко в Чехии. Брат скульптора Михала Яна Йозефа Брокофа. Первые уроки мастерства получил в мастерской отца. Уже в молодом возрасте проявил талант скульптура, сравнимый с его старшим братом и отцом. С 1708 работал самостоятельно, в возрасте 22 лет, настолько высоко ценился, что несколько его скульптур были установлены на Карловом мосту в Праге.
Около 1714 переехал в Вену, продолжая выполнять заказы из Праги. В столице сотрудничал с архитектором Иоганном Фишером фон Эрлахом. Брокоф создал скульптурную композицию главного алтаря церкви святого Карло Борромео: Карлскирхе. Работал в Бреслау над фронтонами базилики и синагоги Моисея и Аарона и др. Однако из-за прогрессирующего туберкулёза вернулся в Прагу.
Автор Марианской колоны (1726) на Градчанской площади в Праге, многих статуй, украшающих костёлы Вены, Чехии и Польши, в том числе, монастырской базилики в Кшешуве (Кшешувское аббатство). В конце жизни из-за болезни создавал только модели скульптур, которые выполняли его ученики.

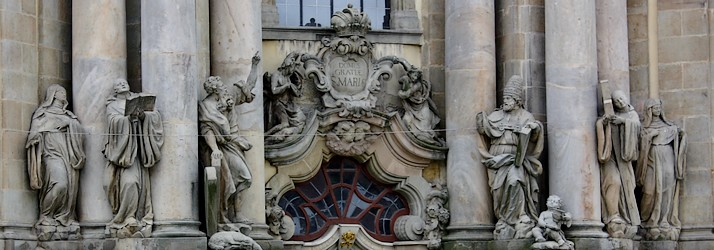
Статуи на фасаде базилики Кшешувского аббатства

## Избранные работы
- композиция «Вознесение святого Карла Борромео» главного алтаря Карлскирхе в Вене
- скульптурная группа «Франтишек Ксаверий»
- скульптурная группа «Святой Прокоп и Святой Винцент Феррарский»
- скульптура «Франциск Борджиа»
- скульптура «Св. Каэтан»
- скульптура «Св. Войтех»
- скульптурная группа «Святые Барбара, Маркета и Эльжбета»
- группы святых на фасаде базилики в Кшешуве
- четыре евангелиста (Матвей, Марк, Иоанн, Лука), липовое дерево, разукрашенное — для часовни «Голгофа» в костеле Св. Гавела, Прага
- скульптурный декор Морзинского дворца, Прага